# J/APG-2
J/APG-2는 J/APG-1을 기반으로 개량한 레이더다. 일본 전투기 미쓰비시 F-2에 탑재되는 AESA 레이더다.

## 개요
F-2의 멀티롤화 혁신의 일환으로 J / APG-1을 개량 한 것으로 2003년도에서 2009년도까지 기술 연구 본부 기술 개발 관 (항공기 담당) 제 4 개발실에서 '액티브 전파 유도 미사일 탑재에 관한 연구」의 명목으로 AAM-4 탑재 능력 과 AAM-4의 성능을 충분히 살리기위한 J / APG-1 레이더의 탐지 거리, 탐지 영역의 대폭적인 연장과 동시에 목표 대처 능력 향상 연구가 진행되었다
보수 내용으로는
- 탑재 기기의 소형화
- 소형화에 열려있는 공간에 AAM-4 전용의 지령 송신 장치 인 J / ARG-1을 추가
- 신호 처리 장치를 고속으로 교체
- 신호 처리 장치를 고속으로 교체
- 초고 출력 모듈 부착 공중선
- 레이돔 의 전파 반사 특성 개선 형에 환장
- 탐지 거리 연장 용 소프트웨어의 채용

특히 탐지 거리는 개수에 따라 안테나 출력이 향상된 것으로, 일설에서는 FX 후보 기계로 이름이 거론 된 F / A-18E / F Block 2 가 장착 된 AN / APG-79급이라고 한다. AN/APG-79의 탐지거리는 250km인데 F-2Kai 전투기의 J/APG-2 레이더는 250km 수준이라는 의미다. 
2010년도, 2011년도, 2014년도 예산 "F-2 공대공 전투 능력의 향상" 명목으로 선행으로 70 대 분의 레이다 리노베이션 예산 및 부품 구입 예산이 계상되고, 2010년도부터 2014년도 예산까지 동명 눈에서 총 40 기 의 기체 개조 예산이 계상되어있다. 보수 작업은 IRAN (정기 수리)시에 실시 된 개수 된 레이다는 J / APG-1 (개)에서 J / APG-2 와 모형이 재생산되고있다.

## 제원
- 이름 : J/APG-2
- 종류 : AESA 레이더
- 특이사항 : J/ARG-1 지령기가 추가되어 AAM-4 운용능력 부여, 출력 개선
- T/R 모듈 : 1,400개
- 소자 : GaN 질화 갈륨 반도체 소자

## 같이 보기
- J/APG-1
- AESA
- 미쓰비시 F-2
- AN/APG-79